# Segment ruchowy kręgosłupa
Segment ruchowy kręgosłupa jest to najmniejsza jednostka funkcjonalna w jego obrębie.
Pojęcie segmentu ruchowego wprowadzili Christian Georg Schmorl i Junghanns. Składa się on z dwóch sąsiadujących kręgów, dwóch stawów międzykręgowych, krążka międzykręgowego oraz pozostałych struktur łączących powyżej wymienione elementy.

Przeczytaj ostrzeżenie dotyczące informacji medycznych i pokrewnych zamieszczonych w Wikipedii.